# Kanton Aniane
Kanton Aniane (francouzsky Canton d'Aniane) je francouzský kanton v departementu Hérault v regionu Languedoc-Roussillon. Tvoří ho sedm obcí.

## Obce kantonu
- Aniane
- Argelliers
- La Boissière
- Montarnaud
- Puéchabon
- Saint-Guilhem-le-Désert
- Saint-Paul-et-Valmalle